# تن‌فروشی
روسپی‌گری، تن‌فروشی یا کارگری جنسی  به تجارت یا پیشه آمیزش جنسی طبیعی یا غیرطبیعی در قبال درآمد یا برخی دیگر منافع گویند که گاهی با عنوان سکس تجاری (به انگلیسی: Commercial Sex) نیز مطرح می‌شود. پس از جنگ جهانی اول، اصطلاح قدیمی‌ترین حرفه در جهان به‌طور عمومی به روسپی‌گری اشاره دارد (البته اگر در موارد خاص دیگر استفاده نشود).
کاربردهای فرهنگی این واژه به شکل نامحدودی متفاوت است و استفاده از آن به‌عنوان واژه‌ای تحقیرآمیز برای اشاره به فعالیت‌هایی استفاده می‌شود که به شکل رسمی روسپی‌گری نیستند. این اصطلاح در برخی جوامع به شکل بی‌ربط برای نشان دادن کسی که درگیر فعالیت‌های جنسی خارج از هنجارهای آن جامعه است، مثل بی‌بند و باری جنسی یا روابط بیرون از ازدواج حتی ازدواج سفید، به کار برده می‌شود.
به هر کسی که در هر بخش از این پیشه کار می‌کند، کارگر جنسی می‌گویند. روسپی‌گری یکی از شاخه‌های صنعت سکس (یا تجارت جنسی) است. در کشورهای متفاوت یا در مناطق متفاوت از بعضی کشورها، وضعیت قانونی تن‌فروشی از مجازات مرگ تا مجاز و از کنترل نشده تحت قانون تا یک تجارت سازمان‌یافته کنترل شده و قانونی متغیر است.

## تاریخچه

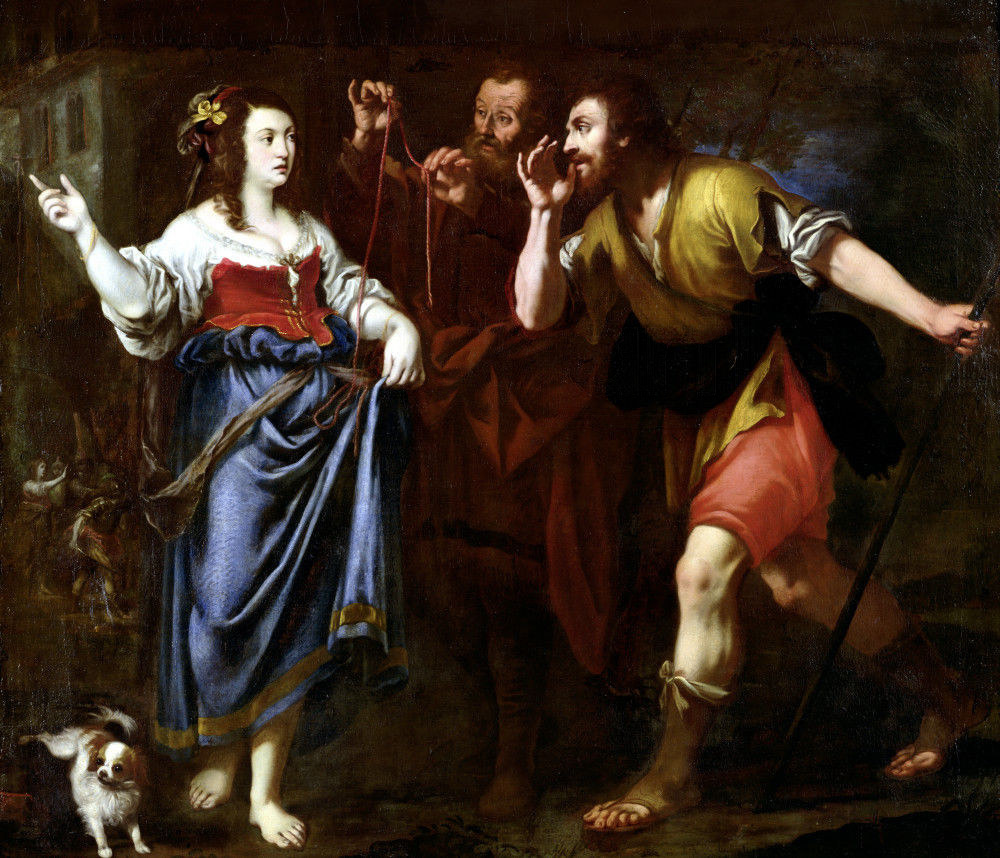
راحاب روسپی معروف در تاریخ و جاسوسان یوشع، نگاره‌ای از سدهٔ هفدهم میلادی از نقاشی ناشناس

تن‌فروشی گاهی «قدیمی‌ترین حرفهٔ دنیا» شناخته می‌شود.

### در تاریخ ایران
به نقل از یاکوب ادوارد پولاک، در گزارش الاریوس Olearius در سال ۱۶۳۷ آمده‌است که به هنگام غذا در پیشگاه شاه، نوازندگان و رقاصان ظاهر می‌شدند و در برابر شاه می‌رقصیدند. اینان را «قحبه» می‌خواندند. «قحبگان» نه تنها باید برای میهمانان برقصند، بلکه سایر احساسات جنسی شان را نیز برانگیزانند.
در روسپی‌خانه‌ها واسطه‌ها بیشتر تلاششان بر این بود تا میهمانانشان را راضی کنند. میهمان در صورت نیاز می‌توانست با «قحبه» مورد علاقه‌اش در اتاق‌هایی که از پیش منظور شده بود، بدون شرم خلوت کند و پس از خلوت دوباره بر سر جای خود برگردد و «قحبه» نیز به رقص ادامه دهد.

## خشونت در تن‌فروشی

در بسیاری از موارد تن‌فروشان قربانی خشونت جسمی نیز می‌شوند و از سوی مشتری مورد ضرب و شتم و آزار جسمی هم قرار می‌گیرند و حتی به قتل می‌رسند. موارد خشونت علیه روسپی از سوی غیر مشتریان هم وجود دارد؛ مثلاً هدف از اعمال خشونت می‌تواند به‌چنگ‌آوردن پولی باشد که روسپی با خویش حمل می‌کند.

## اعتیاد و تن‌فروشی
رابطه‌ای معنی‌دار میان «اعتیاد» و «تن‌فروشی» وجود دارد.
- در ایران در بیشتر موارد شریک زندگی این افراد و خودشان معتاد به مواد مخدر هستند. نیاز به تأمین هر روزهٔ این مواد نیز بر فقر و نیاز مالی آنان می‌افزاید.
- روسپیان برای تحمّل افسردگی و شرایط سخت این کار اغلب به مواد مخدر و روان‌گردان پناه می‌برند.[۷]
- اداره‌کنندگان روسپی‌خانه‌ها در اولین اقدام، افراد تازه و اصطلاحاً دختران فراری را معتاد می‌کنند تا آنان را وابسته و مطیع سازند.[۷]

## ایدز و تن‌فروشی
بین نرخ تن‌فروشی و بیماری ایدز رابطه‌ای معنی‌دار وجود دارد.
در بسیاری موارد، مشتری‌های افرادی که تن‌فروشی می‌کنند، به خاطر ارضای جنسی بیشتر، تمایلی به استفاده از کاندوم ندارند و در صورت اصرار زن تن‌فروش برای استفاده از کاندوم، رقم دریافتی شان از مردان بسیار ناچیز خواهد بود پس اکثر آنان به آمیزش جنسی بدون کاندوم راضی می‌شوند. همچنین مشتریان در صورت استفاده از کاندوم نیز اگر در حین آمیزش جنسی، کاندوم سوراخ یا پاره شود، حاضر به عوض‌کردن آن نمی‌شوند.
توریست‌ها نیز، اگر خود مبتلا به ایدز نبودند بعد از همخوابگی با این تن‌فروشان، به خصوص اگر بدون استفاده از کاندوم باشد، ویروس اچ‌آی‌وی را به خانه‌هایشان خواهند برد.

## قاچاق انسان برای سکس
از قاچاق انسان برای سکس به‌عنوان برده‌داری نوین، برده‌داری جنسی و برده‌داری سفید نیز یاد می‌شود. توجّه بسیاری به سوی فروش انسان جلب شده‌است، که ارقام آن بین ۶۰۰ هزار تا ۸۰۰ هزار تخمین زده می‌شود؛ ۸۰ درصد این افراد زنان و دخترانی هستند که هر ساله در کشورهای مختلف به فروش می‌رسند و در بسیاری موارد به تن‌فروشی، یا همچون بردگان، به اشتغال در کارهای پست وادار می‌شوند. فعّالان حقوق بشر گزارش می‌دهند که هزاران زن و دختر فقیر هر ساله پس از آن که با فریب و وعده‌های کاذب شغل و ازدواج، از روستاها به شهرها آورده می‌شوند، وادار به تن‌فروشی می‌گردند. در برخی موارد، والدین مستقیماً دختر خود را می‌فروشند. اختفای این تجارت زیرزمینی، ردیابی آن را دشوار می‌سازد. ارقام فوق شامل قربانیانی نمی‌شود که در کشور خود به فروش می‌رسند – مشکلی که مدت‌هاست برای مثال هند را فرا گرفته‌است، کشوری بزرگ و آن اندازه متنوع که قاچاقچیان بتوانند قربانیان خود را از محلی به محل دیگری ببرند؛ به محلی صدها کیلومتر دورتر، با زبانی دیگر و شانس ناچیزی که بتوانند به خانه خود بازگردند. قاچاقچیان نیز به ندرت دستگیر می‌شوند.

## جنبهٔ قانونی روسپی‌گری و انتقادات آن

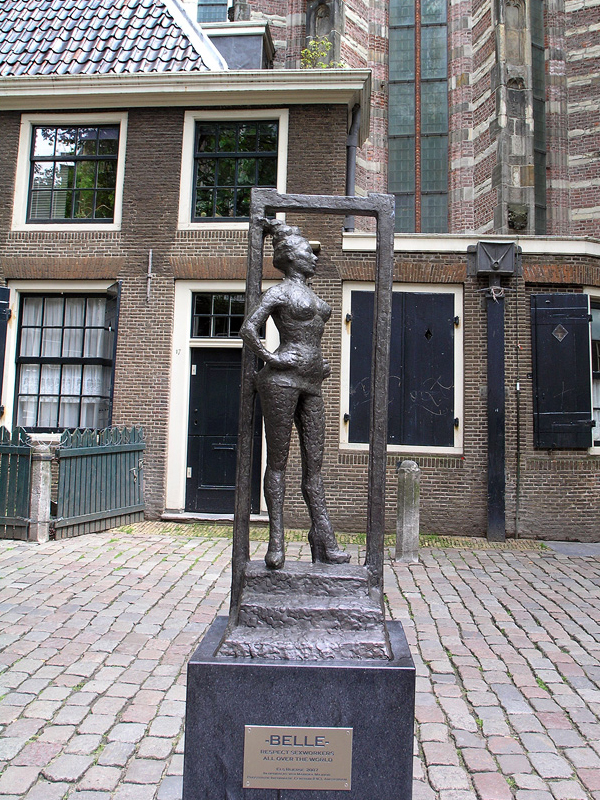
تندیسی در کشور هلند که به افتخار روسپیان جهان ساخته شده‌است. یک کلیسا در پشت تندیس دیده می‌شود. بر روی تندیس حک شده: «به کارگران جنسی سراسر جهان احترام بگذارید».

روسپی‌گری در بسیاری از کشورهای جهان یک حرفه قانونی است و از آن به‌طور قانونی محافظت شده، و برای حفاظت از افراد مشغول به این کار قوانین مفصلی وضع گردیده. جزئیات و حد آزادی این حرفه از مکان و کشور تا کشور دیگر متغیر است.
در کشورهای نیوزیلند، سوئیس، استرالیا، آرژانتین، بلژیک، برزیل، کانادا، اتریش، کاستاریکا، دانمارک، آلمان، ترکیه، ایتالیا، یونان، هلند، و چند کشور دیگر روسپیگری آزاد و تحت پوشش قوانین ویژه‌است. در انگلستان نیز روسپیگری آزاد است، اما تبلیغ آن در اماکن عمومی با قانون منافات دارد. در آمریکا ایالت نوادا تنها ایالت آمریکاست که روسپیگری در آن تا حد معینی آزاد است.
اما نقدهایی بنیادین بر این شکل روسپی‌گری وارد است که به دلیل ماهیت رابطه روسپیگری با نظام سرمایه‌داری می‌باشد. برای مثال در آلمان بر سر تصویب قانون رسمیت روسپیگری بحث‌هایی درگرفت. این مصوبه بر پایهٔ دو استدلال بود: اولاً این که با تصویب این قانون کارگری جنسی شغل محسوب شده و به همین خاطر مشمول قانون کار می‌گردد؛ یعنی زنان تن‌فروش، در آلمان باید قرارداد کار دریافت کنند و از مزایایی مانند بیمه درمانی، بیمه بیکاری و حقوق بازنشستگی برخوردار شوند. دوما به رسمیت شناختن تن‌فروشی و تثبیت آن در قانون، موجب می‌شد که تن‌فروشی دیگر به عنوان عملی «منافی عفت» در نظر گرفته نشود. اما منتقدان می‌گویند طبق تخمین سازمان‌های فعال زنان، ۶۰ درصد از زنان تن‌فروش، مهاجران خارجی هستند که حتی اجازهٔ اقامت در آلمان را ندارند، چه رسد به اجازهٔ کار. علاوه بر این، عملاً تنها یک درصد از روسپیان دارای اجازه کار، قرارداد کار دریافت کرده‌اند.
همچنین منتقدان می‌گویند سیاست‌مداران آلمان به جای این که امکان خروج زنان از این حوزه را فراهم آورند، با تصویب قانون رسمیت روسپیگری عملاً زنان را محکوم به ادامهٔ این شغل می‌کنند؛ زیرا با رسمی شدن تن‌فروشی به عنوان شغل، فرد نمی‌تواند به راحتی کار خود را رها کند چرا که براساس قانون کار آلمان، باید کار خود را سه ماه دیگر بعد از اعلام استعفا ادامه دهد و در غیر این صورت، با ترک ناگهانی شغل، قرارداد کار وی لغو شده و حقوق و مزایایش را از دست خواهد داد. سخن دیگرِ منتقدان این است که قبل از تصویب این قانون، زنان تن‌فروش در آلمان می‌توانستند به پلیس مراجعه کرده و از صاحب روسپی خانه و دلالان شکایت کند، اما با رسمیت یافتن روسپیگری چنین امکانی وجود ندارد، چرا که داشتن روسپی خانه تحت عنوان آژانس کاریابی، قانونی محسوب می‌شود. حتی اگر زنی به اجبار قرارداد کار را امضاء کند، قادر نیست ثابت کند که تحت فشار و تهدید مجبور به تن‌فروشی شده‌است بلکه اکنون این صاحب کار است که می‌تواند از او شکایت کند.
یکی از استدلال‌ها برای تصویب قانون رسمیت روسپیگری آلمان این بود که این شغل دیگر «منافی عفت» محسوب نشود و زنان تن‌فروش جای خود را در اجتماع بیابند.

## مردان روسپی
روسپی‌گری در مردان نیز وجود دارد.
در ایران برخی از روسپیان مرد به مردان خدمات جنسی ارائه می‌کنند و تعداد کمی از آن‌ها به زنان.
به گفتهٔ مردی روسپی در تهران، مردی که خدمات جنسی ارائه می‌دهد خوشبخت‌تر است و مثل زنان روسپی افسرده نمی‌شود. او می‌گوید شغل خود را تخصّص بی‌نظیری می‌داند و درآمدی بسیار بالاتر از همکاران زن خود دارد. خود را تحقیر شده نمی‌یابد و زندگی خود را مدرن و توأم با خوشبختی می‌داند.

## تن‌فروشی در حیوانات
بعضی پنگوئنهای مادهٔ متأهّل در ازای دریافت سنگریزه (که برای ساخت خانه ضروری است) با پنگوئن نر غریبه‌ای جفت‌گیری می‌کنند. تن‌فروشی همچنین بین شامپانزه‌هایی که غذا را با سکس مبادله می‌کنند مشاهده شده‌است.

## روسپی‌گری در فرهنگ

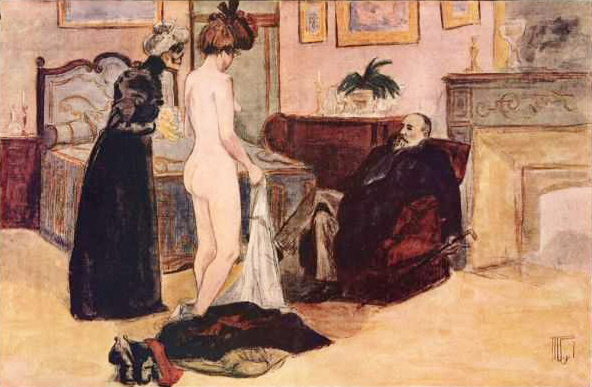
یک روسپی در اثری از هرمان ووگل به سال ۱۸۵۶ میلادی

### فرهنگ عامه
تا سده ۱۴ خورشیدی (قرن ۲۱ میلادی) اوضاع اجتماعی و فرهنگی ایران (حتی ایرانیان خارج ار کشور) به گونه‌ای بود که به زنانی که تنوّع‌طلبی جنسی داشتند، به عنوان دشنام و صفتی تحقیرآمیز، جنده (به معنای روسپی) گفته می‌شد. در همین زمان مردانی که تنوع طلبی جنسی داشتند مطابق قانون مدنی ایران آزاد بودند چند زن داشته باشند. در خرده‌فرهنگ‌هایی هم که چندزنی مرسوم نبود، به عنوان دشنام به چونان مردانی از واژه‌های سبک‌تری همچون دخترباز استفاده می‌شد؛ یعنی درحالی‌که لفظ پسرباز هم وجود می‌دارد، همان خرده‌فرهنگ‌ها از واژهٔ جنده برای زنان استفاده می‌کنند

### در ادبیات
صادق هدایت در داستان علویه خانم سرگذشت مقطعی از یک زن روسپی را دست‌مایهٔ اثر خود قرار داده‌است. همچنین در آثار ایرج میرزا یا در غزلیات سعدی چنین رفتاری در محوریّت اثر واقع می‌گردد.
لفظ جنده و روسپی در ادبیّات مردانه ایران دیده می‌شود اما زنان ایرانی تا دهه ۱۳۷۰ از این واژگان در ادبیات مکتوب خود استفاده نمی‌کردند تا اینکه در سال ۱۹۹۹ م، (۱۳۷۷) ساقی قهرمان شعری با عنوان «و جنده یعنی جان می‌بخشد به…» منتشر کرد که با نقدهای گوناگون مواجه شد.

### اصطلاحات

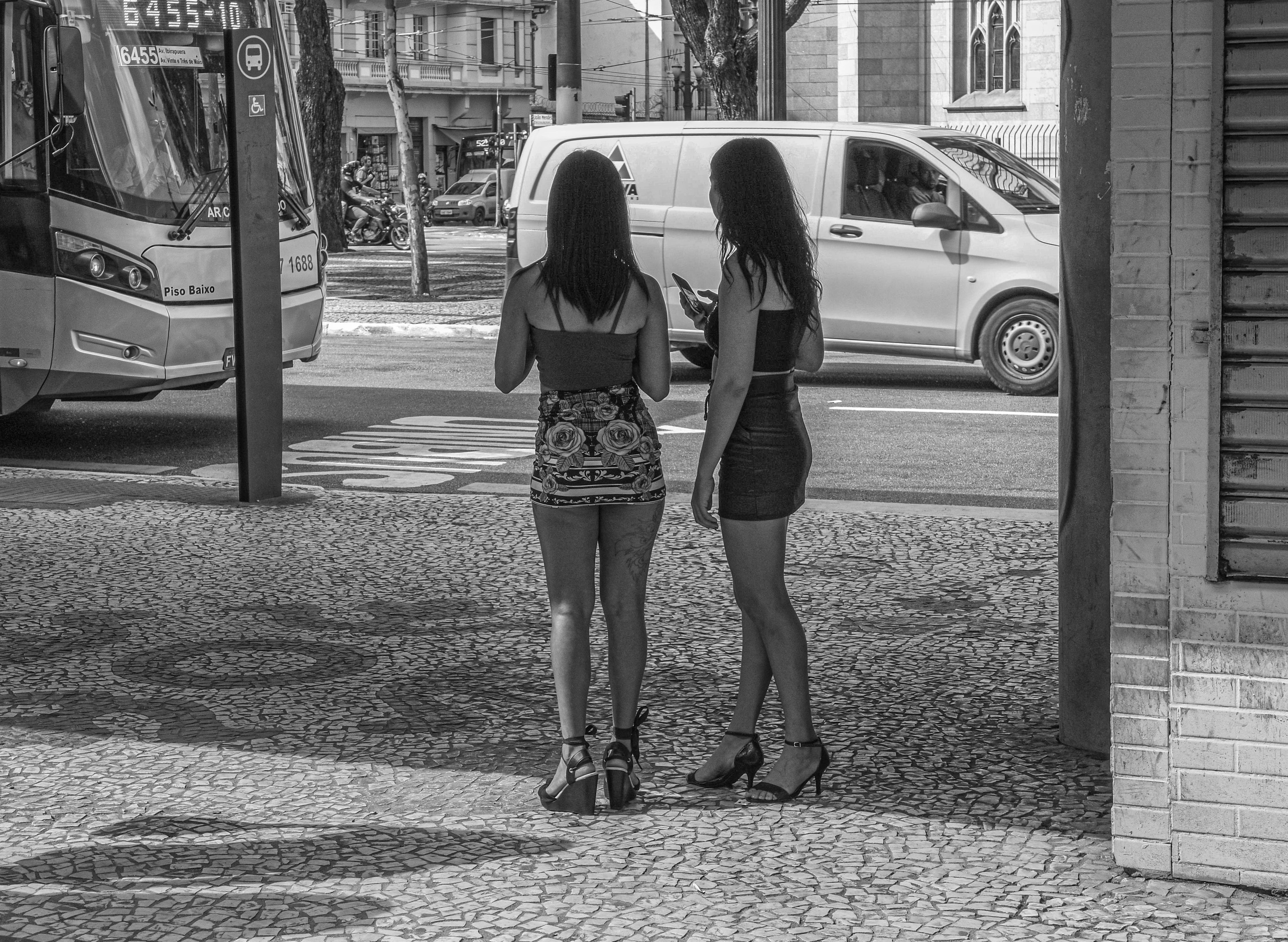
تصویری از روسپیان خیابانی در حال انتظار برای پیدا کردن مشتری.

«اسکورت»، واژه‌ای است، خطاب به روسپی‌هایی که با مشتریان ثروتمند وقت می‌گذرانند.
در برخی جاها، مردانی که دور و بر محدودهٔ منطقهٔ «چراغ قرمز» رانندگی می‌کنند که تقاضای روسپی‌ای کنند «خزندهٔ پیاده‌رو» Kerb Crawler نامیده می‌شوند.
در زبان فارسی، اداره‌کنندگان مراکز روسپی‌گری به شکل کلیشه‌ای «جاکش» (برای مردها)، و «خانم رئیس یا خاله» (برای زن‌ها) نامیده می‌شوند.
در زبان فارسی، مردی که زن خود را برای پول به دیگران می‌دهد «قُرُمساق» نامیده می‌شود.

### واژه‌شناسی
روسپی واژه‌ای است از پارسی میانه. جنده به معنای روسپی است، اما بار معنایی منفی‌تری دارد. به همین سبب به عنوان دشنام نیز به کار می‌رود.

## در فرهنگ معین
فاحشه
۱- زن زناکار؛ روسپی، جنده - جمع: فواحش
۲- هر گناه و بدی که از حد درگذرد.

روسپی: زن بدکاره، فاحشه، بدکاره.

## نگارخانه

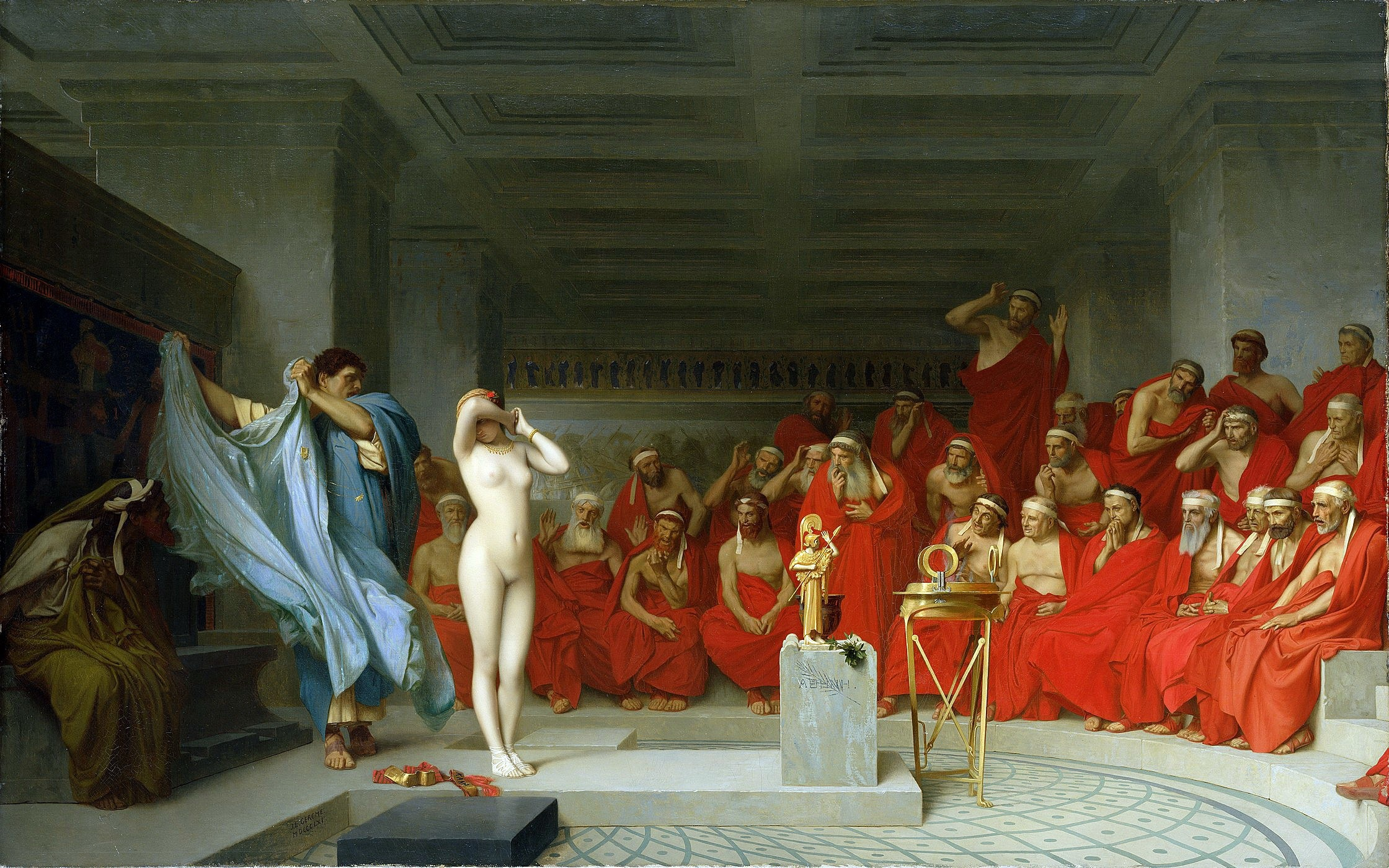
فراین در پیش روی آرئوپاژ دربارهٔ تن‌فروشی افسانه‌ای در روم باستان

## نکات
1. ↑  Oldest profession (phrase)، ویکی‌پدیای انگلیسی
2. ↑  عروسی سفید، ویکی‌پدیای انگلیسی
3. ↑  صنعت سکس، ویکی‌پدیای انگلیسی
4. ↑  Prostitution by country، ویکی‌پدیای انگلیسی
5. ↑  Prostitution law، ویکی‌پدیای انگلیسی